# Palais Bronzini
Pour les articles homonymes, voir Bronzini.
Le palais Bronzini est un palais du XVIIIe siècle situé à Matera, dans la région de Basilicate, dans le Sud de l'Italie. Il a été construit il y a quelques siècles après la démolition de l'église dédiée à Sainte Sophie, qui abritait deux confréries laïques: celle des beccamorti et celle de San Crispino . 

## Histoire
Au XVIIIe siècle, l'église était en état de décadence, par conséquent le lieu de culte a été mis en usage public commercial comme bâtiment urbain. Plus tard, les restes de l'église ont été achetés par la famille Pino. Don Saverio Pino a amélioré l'état de l'église et créé des environnements sur la Piazza Grande. La même famille a agrandi la propriété avec l'entrée de la Via Duomo. Après cinq générations, la maison, malgré la création de nouveaux espaces, est devenue insuffisante en termes de capacité. Quelques années plus tard, la maison a été héritée par Camilla Pino qui a épousé Domenico Bronzini, à qui nous devons une contribution importante pour l'agrandissement et l'amélioration du bâtiment. La municipalité de Matera a acheté le palais pour l'utiliser dans le cadre du conservatoire de musique, créé en 1965 comme une section détachée du conservatoire Niccolò Piccinni à Bari, qui est devenu plus tard indépendant en 1970  .

## Structure
Le palais Bronzini se compose de trois niveaux : au rez-de-chaussée se trouvaient les caves et quelques magasins, dont l'un servait de bureau de poste, au premier étage il y avait l'appartement principal, au troisième étage les greniers. L'initiative et l'intervention de la municipalité, le programme et les réalisations des architectes ont permis à Matera de créer une structure à vocation culturelle permettant la réalisation des activités du conservatoire.

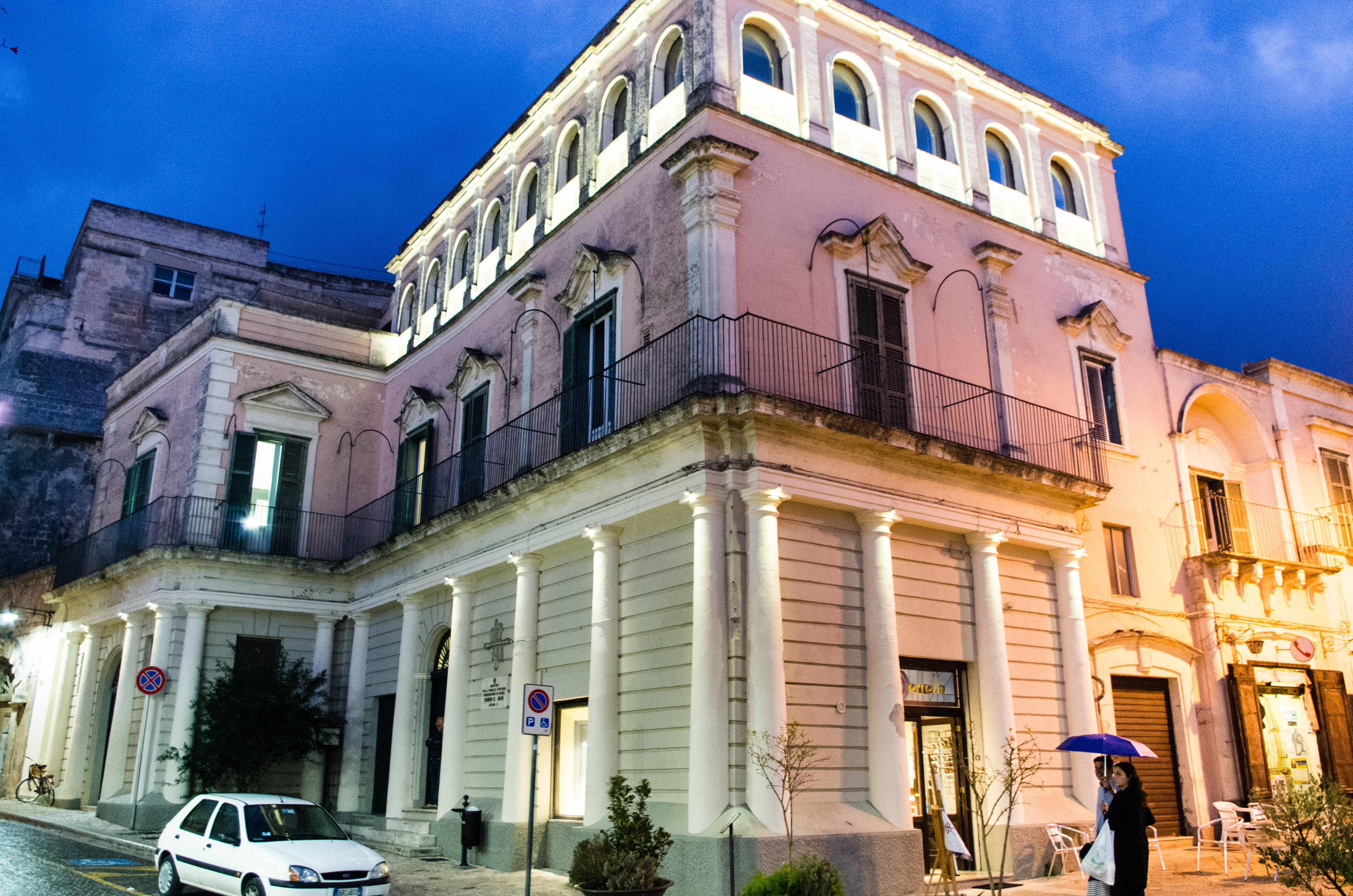
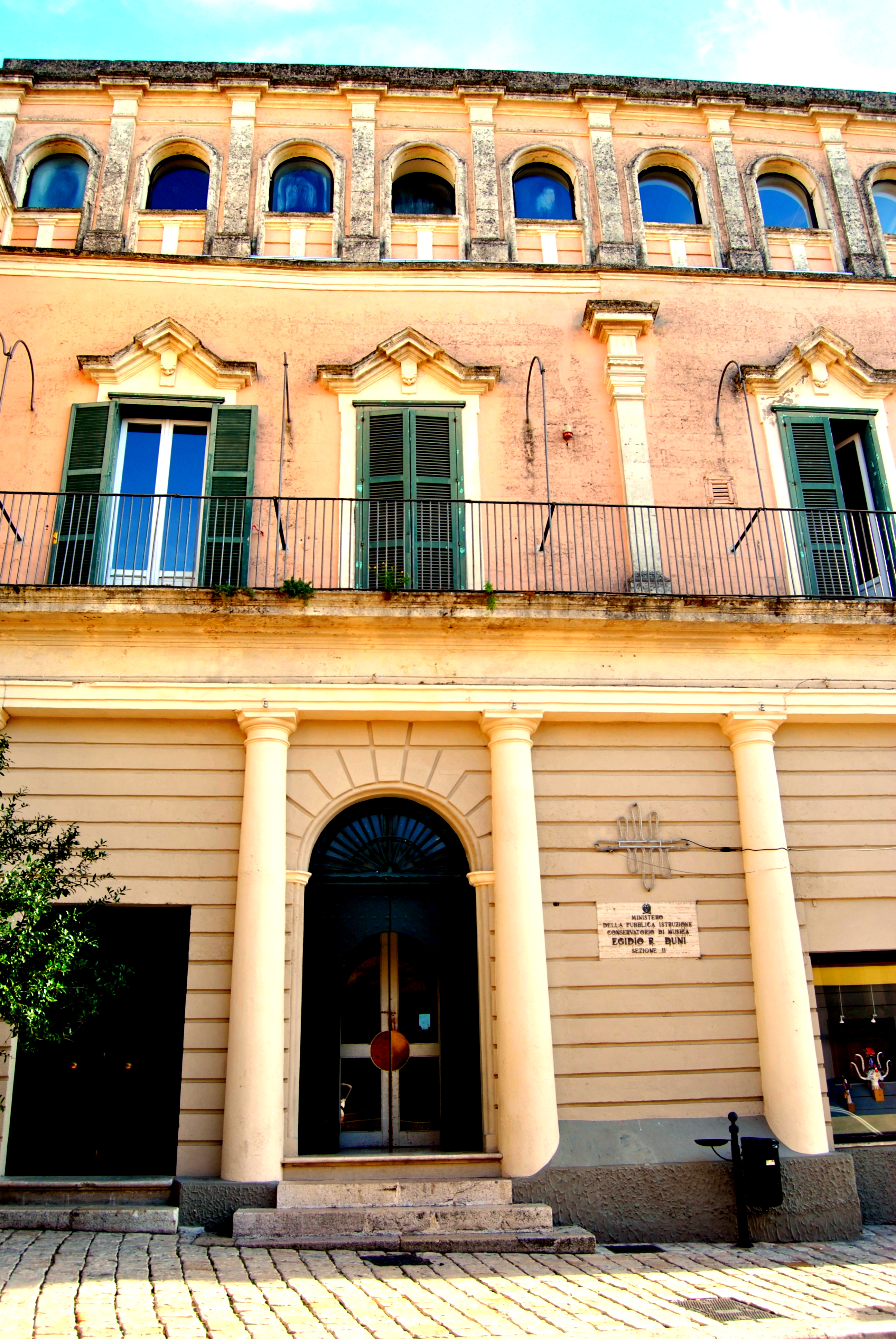